# Efulensia montana
Efulensia montana je biljka iz porodice Passifloraceae, roda Efulensia. Nema sinonima za ovu biljku.
Raste u Ugandi i DR Kongu. Lijane su joj duge do 20 metara i promjera 0,5 cm. Narod Nyindu u DR Kongu služi se ovom biljkom u izgradnji kuća, za izradu stupica za životinje, za izradu plosnatih košara i slično.

## Vanjske poveznice
- Efulensia na Germplasm Resources Information Network (GRIN)  Arhivirana inačica izvorne stranice od 5. svibnja 2009. (Wayback Machine), SAD-ov odjel za poljodjelstvo, služba za poljodjelska istraživanja.